# Eyrbyggja saga

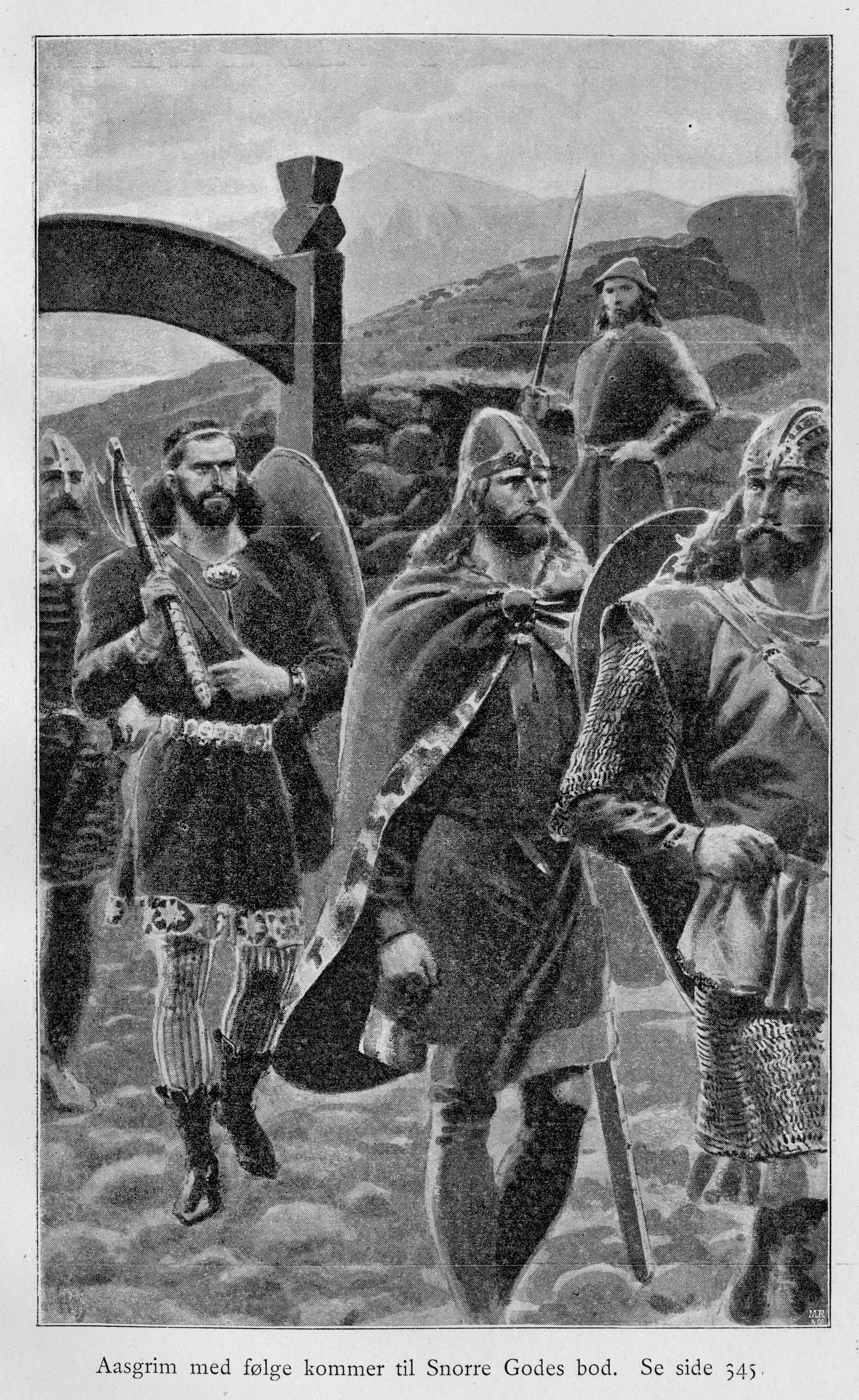
Snorri Goði na ilustracji Andreasa Blocha z 1898 roku

Eyrbyggja saga (Saga o mieszkańcach Eyri) – XIII-wieczna islandzka saga opisująca historię długiej waśni pomiędzy dwoma nordyckimi wodzami, Snorrim Goðim i Arnkelem Goðim. Postać Snorriego pojawia się także w Sadze o Gislim (był on siostrzeńcem głównego bohatera) oraz w Sadze o Njalu i Sadze rodu z Laxdalu.
Eyrbyggja saga nie jest napisana w tak artystyczny sposób jak chociażby Saga o Egilu czy Saga o Njalu, niemniej jednak jest cenna z kilku powodów. Zawiera bowiem opisy zarówno historyczne, jak i folklorystyczne: stare rytuały, pogańskie praktyki, przesądy i wierzenia. Znajduje się w niej też kilka odniesień do kolonizacji Grenlandii, wzmianka o wyprawie do Winlandii oraz podróż Guðleifra Guðlaugssona i jego ludzi do Irlandii Wielkiej. 

## Charakterystyka

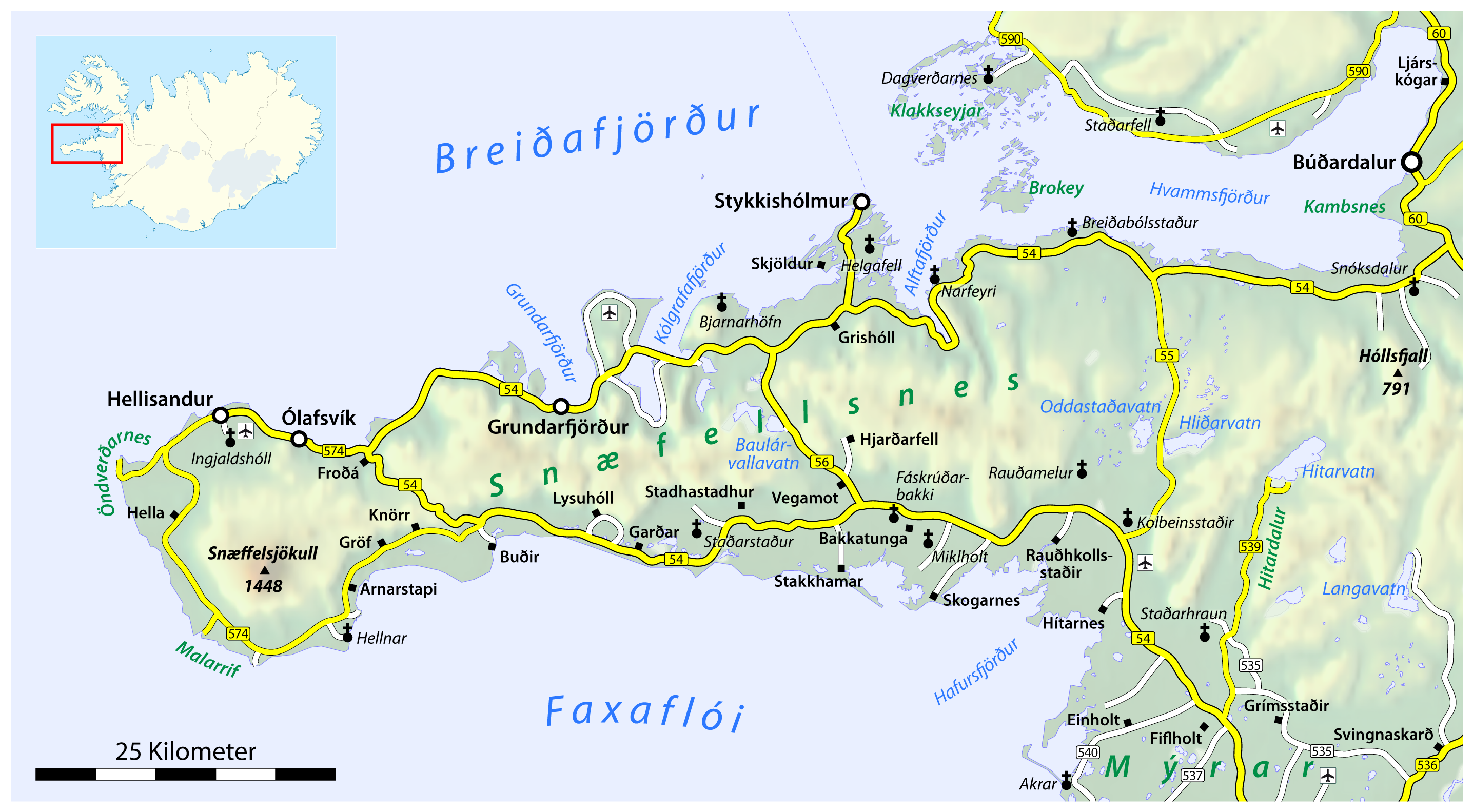
Współczesna mapa Snæfellsnes

Saga została spisana prawdopodobnie w połowie lub pod koniec XIII wieku przez nieznanego autora, a jej poszczególne fragmenty przetrwały w licznych manuskryptach z XIII i XIV wieku. Wydarzenia w niej przedstawione rozpoczynają się na początku IX wieku, w czasie nordyckiej kolonizacji Islandii, ale większość opisanych zdarzeń ma miejsce na przełomie X i XI wieku. Niektóre opisy wskazują na to, że jej autor znał Sagę rodu z Laxdalu i Sagę o Egilu.
Choć wiele przedstawionych w tekście miejsc i ludzi jest prawdziwych, to niektóre wydarzenia wydają się wątpliwe. Ponadto autor wyraźnie skłania się do faworyzowaniu Snorriego względem innych bohaterów. Wynikać to może z tego, że twórcą sagi był przypuszczalnie chrześcijański uczony lub mnich, który pragnął uhonorować w ten sposób Snorriego za popularyzację chrześcijaństwa na Islandii. Tekst przedstawia też stopniowe przechodzenie ludności z pogaństwa na chrześcijaństwo, które z grubsza trwało dwadzieścia lat.
Historie przytoczone w sadze często obracają się wokół walk wynikających z chciwości, lęku, ambicji lub jawnej podłości. Wszystkie wydarzenia rozgrywają się na niewielkim islandzkim półwyspie Snæfellsnes. Zamieszkujące go klany bezustannie toczą ze sobą walki o drewno, ziemię i zwierzęta. Snorri i Arnkel jako wikińscy wodzowie udzielają im rad oraz pozwoleń na podjęcie działań prawnych lub fizycznych przeciwko sprawcom, którzy wyrządzili im krzywdę.

## Najważniejsi bohaterowie

### Snorri
Snorri był jednym z wikińskich wodzów, którego autor sagi przedstawił jako mądrego i roztropnego człowieka. Główna część tekstu skupia się wokół jego życia i tego, jak przeszedł z pogaństwa na chrześcijaństwo, które ogłosił oficjalną religią Islandii. Zezwolił także na wznoszenie chrześcijańskich kościołów na półwyspie Snæfellsnes.
Jednak Snorri nie zawsze kierował się chrześcijańskimi wartościami. Rozdział 37. opisuje, jak to razem ze swoimi przybranymi braćmi zabija on innego wikińskiego wodza – Arnkela – gdy ten pracuje w swoim gospodarstwie. Winni stają przed sądem, ale tylko jeden z nich, Thorleif Thorbrandsson, zostaje skazany. Później Snorri staje po stronie swoich przybranych braci, gdy ci toczą waśnie z rodziną Thormoda Thorlakssona. Razem z nimi bierze udział w kilku bitwach, a podczas jednej z nich ratuje im życie, gdy zostają ranni. Ostatecznie jednak zostaje zawarty pokój, za sprawą Snorriego, który zaręcza swoją córkę z synem Thormoda Thorlakssona. Po unormowaniu się sytuacji między zwaśnionymi stronami Snorri podejmuje próbę zabicia Bjorna Asbrandssona, który miał romans z jego siostrą Thurid, gdy ta była w związku z Thoroddem, który on zaaranżował. Bjornowi udaje się ujść z życiem, ale zostaje zmuszony do opuszczenia Islandii.
W późniejszych latach Snorri z powodzeniem przeciwstawia się Ospakowi Kjallakssonowi – wikingowi, który z grupą swoich ludzi regularnie napada i plądruje okoliczne posiadłości. W końcu udaje się zabić wszystkich grabieżców, łącznie z Ospakiem. Oszczędzony zostaje jedynie jego syn, któremu Snorri pozwala zachować gospodarstwo ojca.

### Arnkel
Arnkel był wikińskim wodzem mieszkającym w Holyfell. Saga często przedstawia go jako wroga Snorriego. Ich spór rozpoczął się po tym, jak ojciec Arnkela, Thorolf, oskarżył Snorriego o kradzież drewna. Ponieważ z czasem Arnkel zaczął sobie rościć prawa do dużych obszarów ziemi na półwyspie, ich spór doprowadził do otwartej walki. W końcu Snorri razem ze swoimi przybranymi braćmi zaatakował i zabił Arnkela, gdy ten pracował w swoim gospodarstwie.

### Eryk Rudy
Saga wspomina również o odkryciu Grenlandii przez Eryka Rudego. Miał on tam mieszkać przez trzy zimy, a następnie powrócić na Islandię. Po kolejnej zimie wyruszył znów, by osiąść tam na stałe. W tekście brak informacji, kiedy dokładnie miało to miejsce, ale niektóre przesłanki sugerują, że było to czternaście lat przed tym, jak Snorri ogłosił chrześcijaństwo oficjalną religią Islandii.